# Батмас
Батмас — река в России, протекает в Большеболдинском и Починковском районах Нижегородской области. Устье реки находится в 165 км по левому берегу реки Алатырь. Длина реки составляет 19 км, площадь водосборного бассейна 84,2 км².
Исток реки у деревни Дубровка (Большеполянский сельсовет Большеболдинского района) в 24 км к юго-западу от Большого Болдина. Вскоре после истока река перетекает в Починковский район. Батмас течёт на юг, в нижнем течении на реке стоит село Журавлиха. На последних километрах течение зарегулировано и превращено в мелиорационный канал. Впадает в Алатырь чуть выше села Кочкурово.

## Данные водного реестра
По данным государственного водного реестра России относится к Верхневолжскому бассейновому округу, водохозяйственный участок реки — Алатырь от истока и до устья, речной подбассейн реки — Сура. Речной бассейн реки — (Верхняя) Волга до Куйбышевского водохранилища (без бассейна Оки).
По данным геоинформационной системы водохозяйственного районирования территории РФ, подготовленной Федеральным агентством водных ресурсов:
- Код водного объекта в государственном водном реестре — 08010500212110000038130
- Код по гидрологической изученности (ГИ) — 110003813
- Код бассейна — 08.01.05.002
- Номер тома по ГИ — 10
- Выпуск по ГИ — 0